# Pamvotida (jezero)
Jezero Pamvotida ali Pamvotis (grško Λίμνη Παμβώτιδα/Παμβώτις), navadno tudi jezero Janina (grško Λίμνη των Ιωαννίνων, Limni ton Ioanninon) je največje jezero v Epiru, v osrednjem delu občine Ioannina v severni Grčiji. Janina na zahodu in mesto Perama na severu sta urbani naselji, ki obdajata jezero, medtem ko preostalo obrobje sestavljajo kmetijska zemljišča. Ob jezeru so majhna ribiška pristanišča in pristanišče za čolne. Obstaja redna linija z ladjo do otoka Ioannina. Grška državna cesta 6 obdaja severno polovico jezera.
Območje jezera je zaščiten habitat Natura 2000, s kodo GR2130005, pokriva površino 26,16 kvadratnih kilometrov.
Januarja 2003 je bil ustanovljen Organ za upravljanje jezera Pamvotida (F.D.L.P), katerega cilj je varovanje naravnega ekosistema, razvoj dejavnosti in vzdrževanje ekološkega ravnovesja. Je neprofitna organizacija pod nadzorom Ministrstva za okolje in energijo, v okviru katere deluje varovanje in nadzor zavarovanega območja. Institucionalni okvir, ki ureja zavarovano območje jezera, krepi pravilno upravljanje jezera, ki je utrpelo in še vedno trpi ekološko uničenje.

## Geografija
Jezero Pamvotida je na 470 m nadmorske višine, južno od pogorja Mitsikeli. Napaja se iz več manjših rek. Nima površinskega odtoka, ampak se skozi kraške vrtače odvaja proti rekam Arachthos, Louros in Kalamas. Leta 1960 sta bila zgrajena predor in jarek, ki se odvajata severni del jezera do reke Kalamas. Majhen naseljen otok Ioannina, kjer se je Ali Paša skrival v zadnjih dneh svoje vladavine, je blizu severne obale.

### Jezerski otok
Sredi jezera je majhen otoček, na katerem je zgrajeno istoimensko naselje, ki je imel 347 prebivalcev po popisu leta 2001. Na otočku je samostan Agios Panteleimon, kjer je bil leta 1822 umorjen Ali Paša, pa tudi drugi samostani in cerkve. Obstaja tudi informacijski center jezera Pamvotida, pa tudi različne restavracije, trgovine in penzioni.

## Biologija
Jezero Pamvotida je dom 9 vrstam od 17 vseh vrst dvoživk v Grčiji, od katerih sta 2 vrsti zaščiteni z zakonodajo. Poleg tega je del zaščite za več kot 170 vrst ptic, 20 vrst sesalcev, 24 vrst rib in 24 vrst plazilcev. Starodavno ime Pamvotis, kar pomeni 'tista, ki hrani vse', popolnoma upravičuje svojo brezčasno vrednost.
Njegovi bregovi so gosto poraščeni in v vodah se zrcalijo epirske gore. Izvira iz leta 10.000 pr. n. št., čeprav je v preteklosti njegova raven močno padla, je danes živi del flore in favne tega območja. To jezero je ribogojnica, znane so jegulje in raki. Na obali jezera je danes ribja valilnica mestnega podjetja Jezero Ioannina (DELI), kjer se proizvajajo nekatere količine grškega kaviarja iz jesetrov ruskega porekla. V istih obratih pridelajo tudi povprečno 100.000 mladic, ki jih izvažajo v ribogojnice predvsem v tujino, ter različne druge sorte sladkovodne mladice za obogatitev grških jezer in rek.
Urbanizacija in onesnaženje ogrožata jezerski ekosistem, kjer živijo majhni sesalci, vodne ptice ter bogata favna rib in rakov. Posledica evtrofikacije je cvetenje alg poleti. Jezero Pamvotida je dom Tsima (Τσίμα - Pelasgus epiroticus), vrste rib, ki je endemična za jezero. V jezeru so pred kratkim poročali o dveh vrstah mahovnjakov.

## Onesnaženje
Državni splošni laboratorij in Oddelek za higieno in epidemiologijo Univerze v Janini, sta sporočila rezultate analize vzorcev iz jezera Pamvotida, da bi ugotovili vzroke, ki so privedli do pogina množice rib. Kot je razvidno iz rezultatov, je jezero obremenjeno s onesnaževali iz odplak, ki močno presegajo dovoljene meje. Glede na to, kar je povedal vodja oddelka državnega splošnega laboratorija Janina Anastasios Tsongas, so odplake enake kakovosti kot tiste, ki so privedle do biološkega čiščenja, s to razliko, da so bile kanalizirane neposredno v jezero.

## Galerija
- Trajekt na jezeru Pamvotida, povratek z otoka
- Jezero Pamvotida
- Jezero Pamvotida
- Nočni pogled na jezero Pamvotida z otokom